# Philippe-François d'Arenberg
Philippe-François d'Arenberg (né le 30 juillet 1625 à Bruxelles et mort le 17 décembre 1674 à Bruxelles), 4e comte, 3e prince d'Arenberg et du Saint-Empire, 7e duc d'Aerschot, puis 1er duc d'Arenberg, est un militaire, au service de la Couronne d'Espagne, du XVIIe siècle.

## Biographie
Philippe-François, prince-comte d'Arenberg, duc d'Aerschot et de Croÿ, fils de Philippe-Charles et de Claire-Isabelle de Berlaymont, naquit à Bruxelles le 30 juillet 1625. Il était à Madrid, à la mort de son père ; le roi Philippe IV le nomma, malgré sa jeunesse, capitaine de sa garde des archers et chef de la compagnie d’hommes d’armes des Pays-Bas que son père avait commandée : il accompagna ce monarque dans la campagne de Catalogne de 1642 (Guerre de Restauration (Portugal)).

### Duché d'Arenbergetbaronniede Zevenberghe
Le 9 juin 1644, l’empereur Ferdinand III érigea en duché la principauté d’Arenberg, en conférant à Philippe-François et à ses descendants le titre de duc : Philippe IV lui permit d’accepter cette grâce ; il donna des ordres au gouvernement des Pays-Bas afin que, dans les actes publics, de même qu’on l’avait appelé jusqu’alors prince d’Arenberg, il fut qualifié de duc à l’avenir. Il le décora de la Toison d'or le 27 octobre 1646.
À cette époque, la cour de Madrid cherchait à renouer les négociations de paix avec les Provinces-Unies dont elle avait provoqué la rupture douze années auparavant. Elle avait compris qu’elle n’y réussirait pas, si elle ne mettait dans ses intérêts la maison d'Orange, et des engagements avaient été contractés, en son nom, envers le prince Frédéric-Henri, pour l’accomplissement desquels un traité particulier fut signé à Münster le 27 décembre 1647. Un des articles de ce traité portait que la princesse douairière d'Orange recevrait, en toute propriété, la terre de Zevenberghe, dans le Brabant-Septentrional, qui appartenait à la maison d'Arenberg. Le duc Philippe-François n’avait pas été consulté à cet égard : il se montra disposé toutefois, lorsque le roi lui en fit parler, à entrer en arrangement pour la cession de Zevenberghe ; mais une affaire de cette importance exigeait sa présence aux Pays-Bas espagnols, et il demanda la permission, que le roi lui accorda, de s’y rendre. Le 12 novembre 1648, il fut convenu entre lui et le gouvernement :
1. qu’il recevrait la somme de 120 000 florins, comme prix de la terre et baronnie de Zevenberghe ;
2. qu’en garantie de ce payement, le roi lui délivrerait les terres de Hal et de Braine-le-Comte sises en Hainaut. Ces terres lui furent en effet transportées par des lettres patentes du 5 février 1649 ; et, comme le trésor ne fut jamais en état de payer les douze cent mille florins, elles lui restèrent. Elles faisaient encore partie des possessions de la maison d’Arenberg au XIXe siècle.

### «SignéLe duc d’Arenberg et d’Arschot»

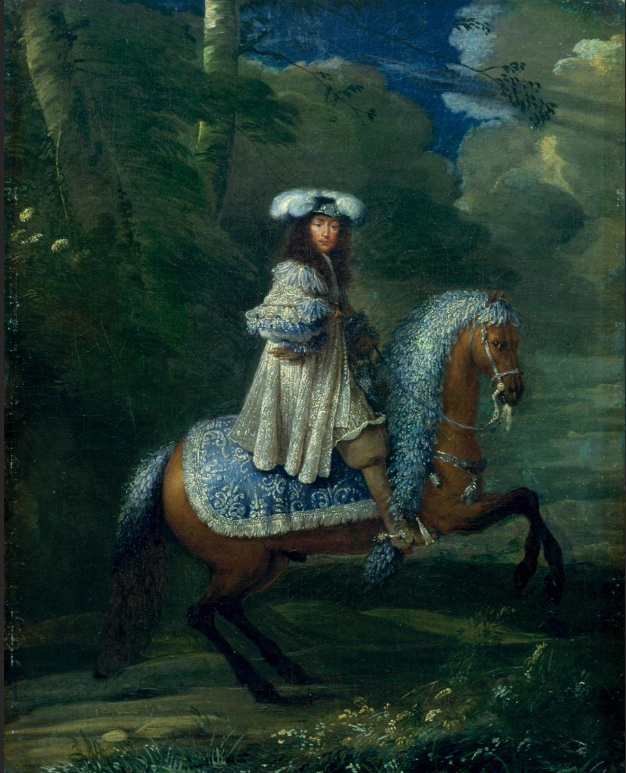
Portrait de Philippe-François d'Arenberg par François Duchatel

La signature de la convention du 12 novembre 1648 donna lieu à une difficulté qui paraîtra bien futile aujourd’hui, mais qui, à cette époque, occupa tous les corps de l’État. Le chef de la maison d’Arenberg avait signé Le duc d’Arenberg et d’Arschot ; le conseil des finances ne voulut pas admettre cette signature, soutenant que le titre belge de duc d'Arschot devait précéder le titre étranger de duc d'Arenberg. Le conseil privé et le conseil d’État délibérèrent sur cet incident. L’archiduc Léopold, frère de l’Empereur, qui gouvernait les Pays-Bas, en référa à Madrid. Philippe IV renvoya la chose au conseil privé. Le 23 avril 1649, ce conseil collatéral déclara que, « par provision et jusques à ce que, par information plus particulière, et ouïs ceux qu’il appartiendrait, en fût par lui ordonné, le titre d’Arenberg pourrait être mis, en ordre d’écriture, ès « dépêches concernant Zevenberghe, devant celui d’Arschot, à charge et condition que par ce ne serait fait aucun préjudice aux grands d’Espagne ni à qui que ce fût, et que ledit duc ne pourrait, de ce chef, prétendre aucune prérogative ou prééminence particulière : » le duc déclara de son côté que, « son intention n’étant en aucune façon contraire à celle qu’il plaisait au conseil, il en pourrait user comme il lui plairait. »
L’acte du 23 avril statuait pour un cas spécial. La difficulté qui s’était élevée se renouvela dans les rapports du duc avec le gouvernement des Pays-Bas ; l’archiduc Léopold refusa de recevoir des lettres que Philippe-François d’Arenberg avait signées Le duc d’Arenberg et d’Arschot. Ce dernier s’en plaignit ; il allégua que la qualification qu’il prenait et se croyait en droit de prendre ne portait de préjudice ni au roi ni à personne: « « J’assure à Votre Altesse — écrivit-il à l’archiduc — que, si Dieu m’eût fait naître de la maison d'Arschot, comme il m’a fait naître de la maison d’Arenberg, j’attacherais autant de prix à conserver le nom et le titre d’Arschot que j’en attache à conserver ceux d’Arenberg. » » Il réclama aussi auprès du roi. Philippe IV, mieux disposé pour lui que ne l’était l’archiduc, n’accueillit pourtant point ses raisons : il lui fit insinuer de s’abstenir d’user, aux Pays-Bas, du titre de duc d’Arenberg, en se contentant de celui de duc d’Arschot, auquel la grandesse d’Espagne était attribuée.

### Guerre franco-espagnole

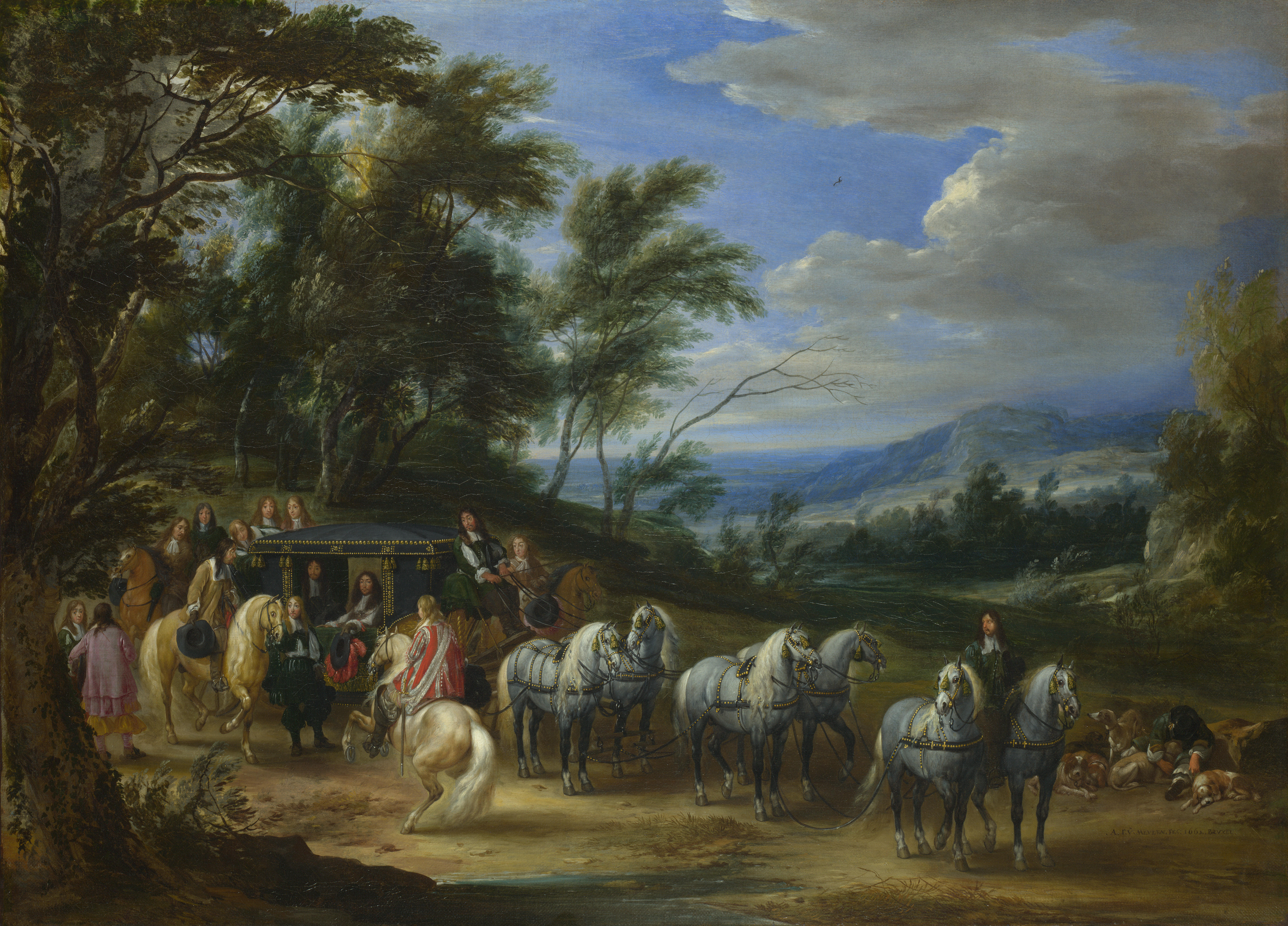
Rencontre du duc d'Arenberg avec ses troupes, Adam François van der Meulen, 1662.

Au lieu de retourner en Espagne, Philippe-François d’Arenberg demanda à servir dans l’armée royale aux Pays-Bas. Il se fit inscrire d’abord sur les contrôles d’un régiment d’infanterie espagnole ; mais, bientôt après, l’archiduc Léopold lui donna à commander un régiment de cuirassiers allemands (1651). En 1656 (17 août), il fut nommé chef et général de toutes les compagnies d’ordonnances des Pays-Bas. Il se trouva à la plupart des affaires importantes qui signalèrent les campagnes de 1651 à 1658, et y fit preuve de qualités militaires qui lui acquirent l’estime de l’armée. Au siège d’Arras (juillet 1654), il était chargé de la garde de la tranchée avec six cents chevaux. Les Français firent, le 19 juillet, une sortie, au nombre de 1 500 hommes d’infanterie et plusieurs escadrons de cavalerie ; après une heure et demie de combat, ils furent obligés à rentrer dans la place, non sans avoir laissé beaucoup des leurs sur le terrain ; dans cette rencontre, le duc d’Arenberg eut un cheval tué sous lui, et reçut un coup de fusil dans son buffle. Les journaux du temps, en rendant compte de ce fait d’armes, signalent aussi la valeur qu’y déploya le prince Charles-Eugène d'Arenberg, frère puîné de Philippe-François. Les Français ayant forcé les lignes de l’armée royale (25 août), le duc reçut l’ordre de retirer l’infanterie de la tranchée; il s’acquitta de cette commission avec non moins d’intelligence que de bravoure; malgré les forces supérieures auxquelles il avait à tenir tête, il amena sa troupe jusqu’aux portes de Cambrai, sans qu’elle pût être entamée. Il s’acquit aussi beaucoup d’honneur à la défaite de l’armée française devant Valenciennes, le 16 juillet 1656 : il fut l’un des premiers qui entrèrent dans les lignes ennemies, où il reçut un coup de pistolet dans son chapeau. Philippe IV, en récompense de ses services, le fit capitaine général de l’armée navale de Flandre (26 juin 1660), grand bailli de Hainaut (26 mai 1663) et gouverneur et capitaine général de la même province (4 juin 1663). Juan Domingo de Zúñiga y Fonseca, comte de Monterrey et Fuentes, gouverneur général des Pays-Bas, le nomma, en 1670, premier commissaire au renouvellement des lois et à l’audition des comptes des villes et châtellenies de Flandre.
Philippe-François d’Arenberg mourut à Bruxelles le 17 décembre 1674. Van Loon (Hist. métalliq., t. III, p. 31) cite un jeton frappé à sa mémoire : on y voit, d’un côté, un aigle déployant ses ailes ayant sur la tête une couronne, en marque de souveraineté, et regardant fixement un soleil, emblème de la faveur du roi, avec cette légende: « Suo intenta soli » ; au revers, les armes du défunt, sommées d’une couronne ducale et entourées du cordon de l'Ordre de la Toison d'or, avec l’inscription : « Philippus Franciscus, Dei gratiâ dux Arenbergae, dux Arschotanus ».
Il avait épousé, en Espagne, le 14 juillet 1642, Marie-Madeleine-Françoise de Borja, fille de François-Octave, duc de Gandia, et d’Artémise Doria-Caretto ; il en eut deux enfants qu’il perdit lorsqu’ils étaient encore en bas âge.
L’auteur anonyme d’un tableau inédit et très-curieux de la cour de Bruxelles dont une copie est à la bibliothèque de Saint-Omer, fait ainsi le portrait de ce prince : « Le duc d’Arenberg et d’Arschot est d’un tempérament tellement igné que ce grand feu n’admet point de flegme du tout. Il est bien de sa personne, altier avec ses égaux et honneste avec les autres. Il a toutes les inclinations espagnoles, hormis la retenue, qu’il n’a pu acquérir, nonobstant qu’il ait esté aidé de l’éducation qu’il a prise en ce pays-là, et c’est ce qui l’a privé des grands emplois, car en ce pays-là on a de grandes aversions pour l’humeur évaporée, et n’eût esté la grande faveur du marquis de Caracena, il auroit eu peine d’avoir le gouvernement d’Hainaut. Il aime l’histoire, dont il a quelque connoissance, et les belles-lettres, qu’il possède superficiellement. Il se fait non-seulement un honneur, mais un emportement continuel de son devoir, et ne parle du service de son maistre qu’en protestant de sacrifier tout le monde et tout son bien pour le procurer… » Deux faits semblent confirmer ce que cet écrivain dit de l’humeur de Philippe-François d’Arenberg : le premier est le duel qu’il eut avec le comte d'Egmont au siège de Rocroy, en 1653, et dans lequel ce dernier fut blessé ; l’autre est rapporté par l’archiduc Léopold dans sa correspondance avec Philippe IV. Léopold n’avait pas voulu donner au frère du duc l’entrée d’une chambre du palais où étaient seuls admis les chevaliers de la Toison d'or, les généraux et les gouverneurs de provinces : il s’en montra si offensé qu’il ne parut plus à la cour ; et, lorsque l’archiduc partit pour l’ouverture de la campagne, ni lui ni son frère ne vinrent lui dire adieu, comme le firent les autres chefs de la noblesse.

## Titres
- 4e comte d'Arenberg ;
- 3e prince d'Arenberg et du Saint-Empire ;
- 1er duc d'Arenberg (9 juin 1644) ;
- 8e duc d'Aerschot.

### Fonctions héréditaires
- Grand d'Espagne (fonction attachée au titre de duc d'Aerschot).

## Emplois
- Capitaine de la garde des archers et chef de la compagnie d’hommes d’armes des Pays-Bas ;
- Commandant d'un régiment de cuirassiers allemands (1651) ;
- Chef et général de toutes les compagnies d’ordonnances d'hommes d'armes des Pays-Bas (17 août 1656) ;
- Amiral-général des mers des Pays-Bas (Capitaine général de l’armée navale de Flandre : 26 juin 1660) ;
- Grand bailli et capitaine général de la province de Hainaut.

## Décorations
- Chevalier de la Toison d'or (1646, brevet no 413)

## Armoiries
| Figure | Blasonnement                                                                         |
|        | Écartelé d'Arenberg et de La Marck ; sur-le-tout, écartelé de Ligne et de Barbançon. |

## Vie familiale
Fils aîné de Philippe-Charles d'Arenberg (né de son 2e mariage avec Isabelle Claire de Berlaymont (1602†1630), Philippe-François épousa, le 14 juillet 1642, Magdalena Francisca Luisa Esperanza de Borja (16 décembre 1627 † 12 juin 1700), fille de Francisco Diego Pascual de Borgia (9 mars 1596 - Gandia † 19 octobre 1664), 8e duc de Gandia (1632-1664), marquis de Llombay, comte de Oliva, de cette union sont nés :
1. François (5 septembre 1643 † 10 septembre 1643) ;
2. Isabelle Claire Eugénie (12 juillet 1644 † 5 octobre 1655).